# Apt.
"Apt." (estilizado em letras maiúsculas) é uma canção da cantora sul-coreana e neozelandesa Rosé e do cantor e compositor norte-americano Bruno Mars, lançada através da The Black Label e Atlantic Records em 18 de outubro de 2024, como o single principal do álbum de estreia da cantora, Rosie (2024). "Apt." marcou o primeiro single solo de Rosé em três anos e seu primeiro lançamento desde que deixou a YG Entertainment e a Interscope Records em 2023. A canção foi escrita por vários colaboradores, incluindo Rosé e Mars, e contém elementos de "Mickey" (1982) de Toni Basi. É uma canção pop, pop rock, pop-punk e new wave, com influências de indie rock e electropop. Inspirado em um jogo de bebida sul-coreano, o refrão da música é construído em torno do canto rítmico do jogo de apateu (coreano: 아파트; lit. apartmento).
Os críticos elogiaram "Apt." por sua produção cativante, amplo apelo intercultural e seu papel na promoção da cultura coreana em todo o mundo. Foi um sucesso comercial e liderou a Billboard Global 200 por doze semanas, tornando-se o segundo single número um de ambos no gráfico, bem como a canção que passou mais tempo na primeira posição em 2024. Na Coreia do Sul, permaneceu no topo da Circle Digital Chart por dez semanas. "Apt." foi a primeira canção de uma solista sul-coreana a alcançar o topo da ARIA Singles Chart e a primeira canção ocidental a atingir a primeira posição da Billboard Japan Hot 100 em mais de uma década. A canção conquistou sucesso global, atingindo o topo das tabelas de mais de 40 países, incluindo Áustria, Bélgica, Bulgária, Estônia, Alemanha, Indonésia, Malásia, Nova Zelândia, Noruega, Filipinas, Suécia, Suíça e Taiwan. Entrou no top três da Billboard Hot 100 e da UK Singles Chart, a primeira canção de uma solista sul-coreana a realizar o feito.
O videoclipe foi dirigido por Mars e Daniel Ramos e estreou no canal do Rosé no YouTube simultaneamente com o lançamento do single. O clipe apresentou Rosé e Mars como uma banda de garagem com jaquetas de couro pretas combinando em um conjunto rosa. A canção quebrou vários recordes de visualizações no YouTube, tornando-se o videoclipe mais rápido de um ato asiático a atingir um bilhão de visualizações na plataforma. "Apt." foi também a segunda canção mais rápida de um artista sul-coreano a alcançar um bilhão de reproduções no Spotify. Rosé promoveu a canção com apresentações no The Seasons: Lee Young-ji's Rainbow, BBC Radio 1's Christmas Live Lounge 2024 e The Tonight Show Starring Jimmy Fallon. Ela apresentou a canção com Mars no MAMA Awards de 2024, onde receberam o prêmio de Sensação Global.

## Antecedentes e promoção
Em 16 de agosto de 2024, Rosé foi vista assistindo a um show de Mars em Los Angeles e, mais tarde naquele mês, compartilhou uma foto dela vestindo uma camiseta com a imagem de Mars. Dois meses depois, em 16 de outubro, Rosé postou uma foto polaroid dela sentada ao lado de Mars e ensinando-lhe um jogo de bebida coreano, segundo a legenda. Mars também compartilhou um storie dizendo que a cantora supostamente tentou beijá-lo naquela noite, promovendo um possível lançamento futuro.
Em 17 de outubro, Rosé anunciou o lançamento do single em suas redes sociais, apenas um dia antes do lançamento. Uma arte acompanhando o anúncio foi revelada, apresentando uma foto em preto e branco com tonalidade rosa de Mars atrás de uma bateria e Rosé deitada na frente do set, vestindo uma jaqueta de couro preta e uma saia. A notícia do lançamento chegou algumas semanas após o anúncio do próximo álbum de estreia de Rosé, Rosie, previsto para lançamento em 6 de dezembro de 2024.

## Composição e letra
"Apt." foi escrita por Rosé (creditada como Chae Young Park), Bruno Mars, Amy Allen, Christopher Brody Brown, Rogét Chahayed, Omer Fedi, Philip Lawrence, Theron Thomas, Henry Walter, Mike Chapman, e Nicholas Chinn. Foi produzida por Mars, Cirkut, Fedi e Chahayed. A faixa também interpola o sucesso de 1982 "Mickey" da cantora americana Toni Basil, escrito por Chapman e Chin. A canção foi descrita como uma faixa de pop-punk caracterizada por "riffs vintage de pop-rock", além de sons de indie rock e electro-pop.
Inspirada por um popular jogo de bebida sul-coreano chamado Apartment, de onde também deriva o título da canção, a faixa emprega o canto rítmico do jogo, apateu (em coreano: 아파트), para criar um refrão "divertido" e "viciante". Em entrevista à Vogue, a cantora revelou que inicialmente ficou "meio assustada" com a reação das pessoas a uma música sobre um jogo de bebida. Além disso, Rosé "pediu à sua equipe para apagar a música de seus telefones", apenas para descobrir "que eles já estavam obcecados por ela". Mais tarde, a cantora "propôs uma colaboração a Bruno Mars" e lhe enviou três músicas, incluindo "Apt". Quando Bruno ouviu a faixa pela primeira vez, ele perguntou o que o título significava, e Rosé "explicou que era um jogo de bebida coreano". A cantora também expressou que "nunca pensou que [a colaboração] aconteceria" e estava "muito animada" para trabalhar com Bruno.
‘APT’ é, na verdade, o meu jogo de bebida coreano favorito que eu jogo com meus amigos de casa. É tão simples, coloca um sorriso no seu rosto e quebra o gelo em qualquer festa. Uma noite no estúdio, ensinei minha equipe a jogar o jogo. Todos ficaram fascinados, especialmente quando comecei o canto, então brincamos com isso, e eu disse que deveríamos fazer uma música disso... e depois que Bruno entrou na faixa, o resto se tornou história! ― Rosé sobre as origens da canção.

## Recepção
| Críticas profissionais | Críticas profissionais |
| Avaliações da crítica  | Avaliações da crítica  |
| Fonte                  | Avaliação              |
| ---------------------- | ---------------------- |
| NME                    | 5 de 5 estrelas.       |

Rhian Daly, da NME, deu à canção "Apt." cinco de cinco estrelas, chamando a faixa de "um sucesso luminoso que brilha com energia divertida, desde sua batida pop-rock marcante até seu refrão viciante e cantado em coro". Da mesma forma, Irene Kim, da Vogue, elogiou a harmonia vocal entre Rosé e Mars e classificou a música como "um deleite pop-punk" que "fará os fãs cantarem juntos". A Paper incluiu "Apt." em seu resumo semanal de novas músicas para ouvir, chamando-a de "uma faixa pop-rock atrevida e alegre [...] que chega com um vídeo irreprimivelmente divertido, estilo Ting Tings". A Billboard também colocou a música em sua lista semanal de músicas imperdíveis e a descreveu positivamente como "uma mistura pop cheia de refrões para bater palmas".

## Videoclipe
Codirigido por Mars e Daniel Ramos, um videoclipe foi lançado juntamente com o single em 18 de outubro de 2024. O vídeo mostra Rosé e Mars apresentando uma performance no estilo garage band, com os dois cantores alternando entre bateria e vocais, usando jaquetas de couro preto combinando em um set rosa. Ao longo do vídeo, a dupla pode ser vista dançando e jogando o jogo titular, com Bruno acenando Taegeukgi e ficando "nervoso" com o beijo inesperado de Rosé.

## Equipe
Créditos adaptados das notas do encarte do CD single.
- Rosé – vocais principais, composição
- Bruno Mars – vocais principais, composição, produção
- Omer Fedi – composição, produção
- Cirkut – composição, produção
- Rogét Chahayed – composição, produção
- Amy Allen – composição
- Christopher "Brody" Brown – composição
- Philip Lawrence – composição
- Theron Thomas – composição
- Michael Chapman – composição
- Nicholas Chinn – composição
- Julian Vasquez – engenharia
- Serban Ghenea – mixagem
- Bryce Bordone – assistente de mixagem
- Chris Gehringer – masterização

## Histórico de lançamento
| Região | Data                  | Formato                              | Gravadora                | Ref.   |
| ------ | --------------------- | ------------------------------------ | ------------------------ | ------ |
| Várias | 18 de outubro de 2024 | CD single download digital streaming | The Black Label Atlantic | [ 18 ] |
| Itália | 18 de outubro de 2024 | Radio airplay                        | Warner Italy             | [ 19 ] |